# Inițiere

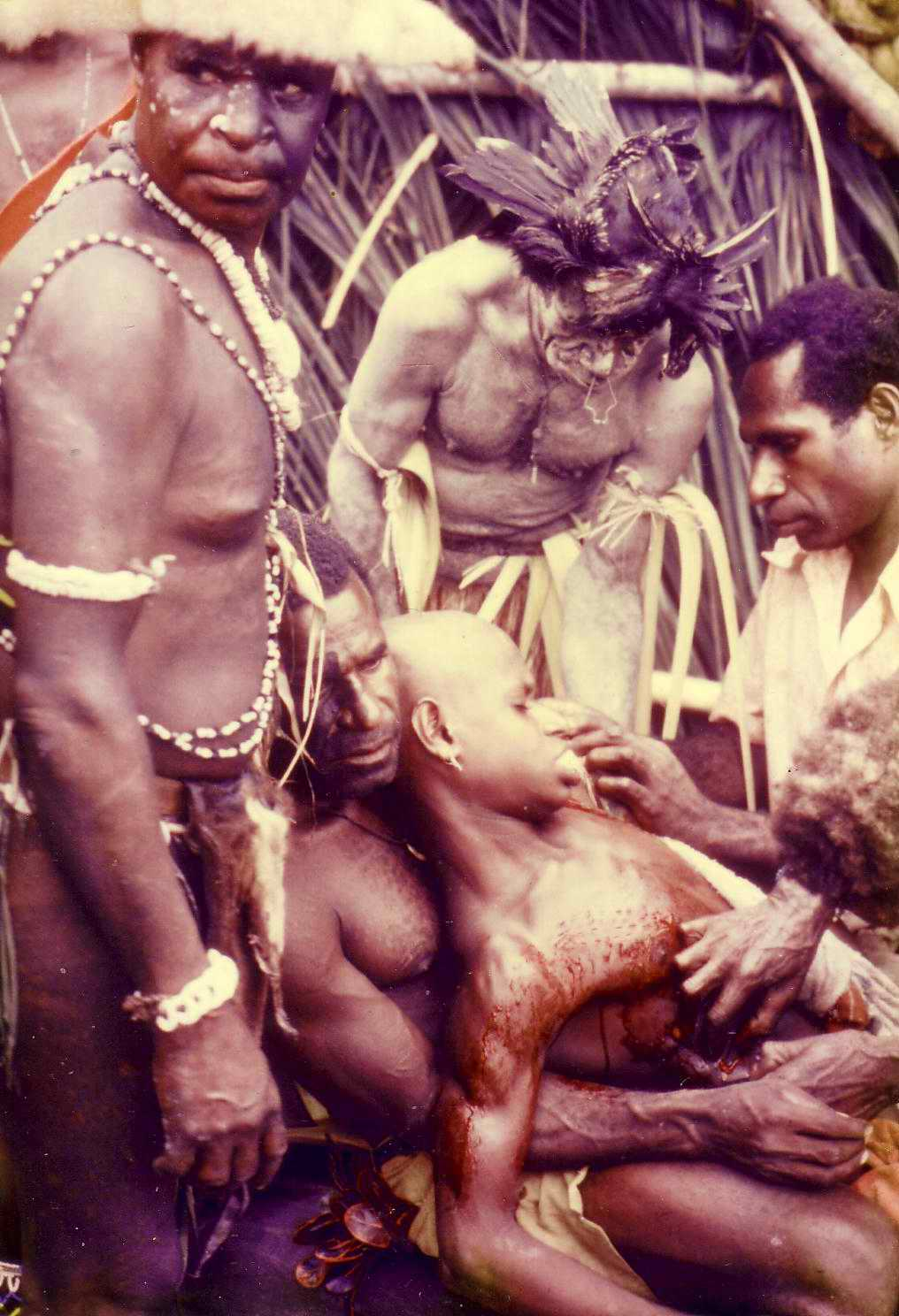
Ceremonie de inițiere, satul Korogo, Râul Sepik, Papua Noua Guinee, 1975. Franz Luthi

Inițierea (latină: initiatio - sau împărtășanie, hirotonire, în unele religii tradiționale) este un ritual de trecere care marchează intrarea sau acceptarea într-un grup sau o societate. De asemenea, poate fi o admitere formală în perioada vârstei adulte din comunitate sau dintr-o componentă formală a acesteia. În sens mai larg, poate semnifica și o transformare în care inițiatul este renăscut într-un nou rol. Exemplele ceremoniilor de inițiere pot include diksha la hinduși, botezul creștin sau încreștinarea prin  taina mirului din ritualul ortodox estic, bar sau bat mițva-ul evreiesc, acceptarea într-o organizație fraternală, societate secretă sau ordin religios, sau absolvirea unei școli sau curs postliceal. O persoană care parcurge ceremonia de inițiere în rituri tradiționale, precum cele prezentate în aceste imagini, se numește inițiat.

## Caracteristici
Mircea Eliade a dezbătut inițierea ca pe un act religios principal al societăților clasice sau tradiționale. El a definit inițierea ca „o schimbare fundamentală a condiției existențiale” care liberează omul de timpul profan și istoria profană. „Inițierea recapitulează istoria sacră a lumii. Iar prin această recapitulare, întreaga lume este din nou sanctificată... candidatul pentru inițiere poate percepe lumea ca pe o lucrare sacră, o creație a Zeilor”.
Eliade delimitează tipurile de inițiere după două criterii: tip și funcție.

### Scopuri și funcții
- „această evaluare reală a morții rituale a condus în cele din urmă la depășirea temerii de moartea reală”.
- „funcția inițierii este aceea de a revela noilor generații semnificația profundă a existenței și de a le ajuta să își asume responsabilitatea de a fi cu adevărat oameni și a participa astfel la cultură”.
- „aceasta revelează o lume deschisă trans-umanului, o lume pe care, în terminologia noastră filozofică, ar trebui s-o denumim transcendentală”.
- „a face candidatul pentru inițiere deschis valorilor spirituale”.

### Tipuri

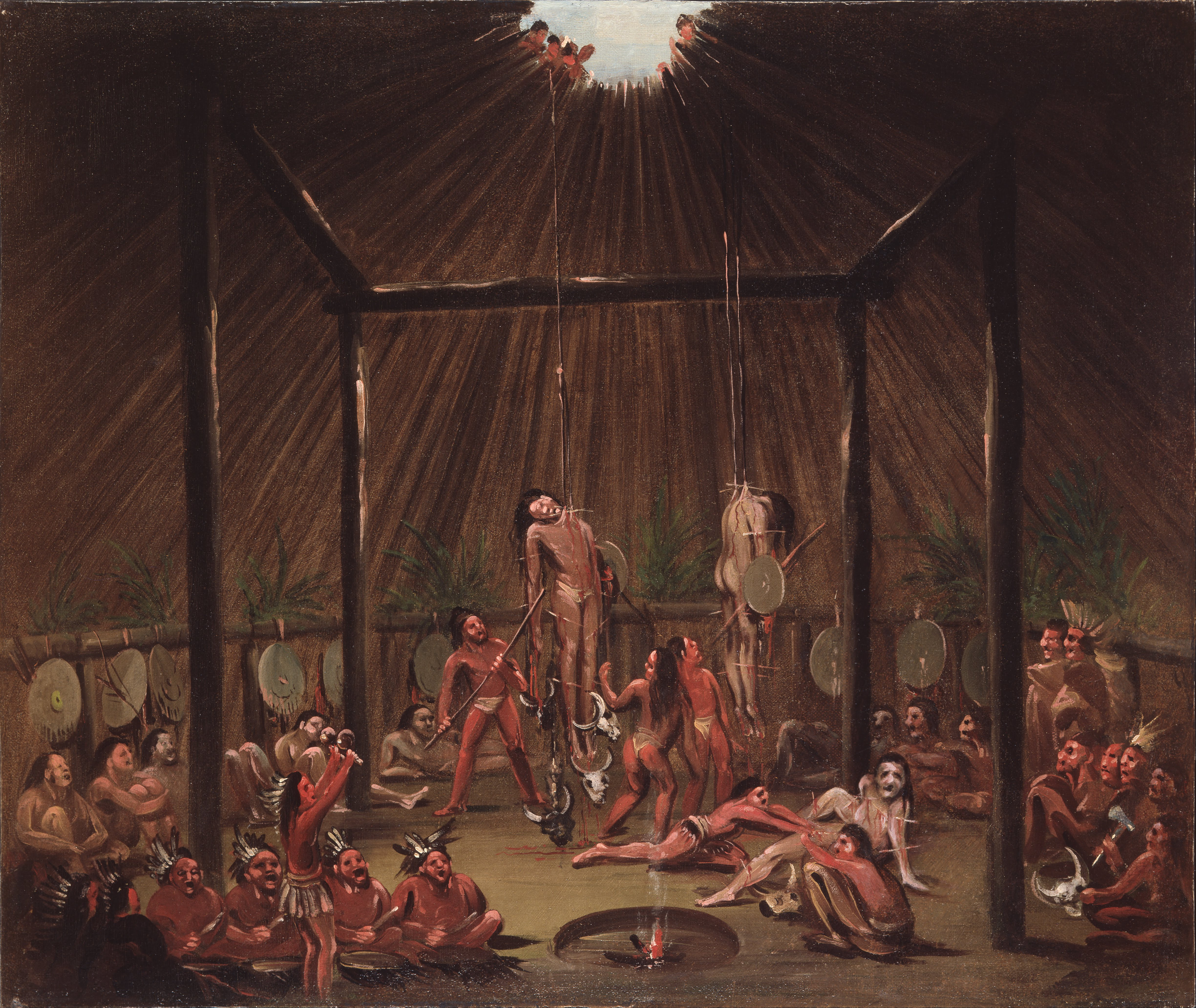
Ceremonia Okipa era o încercare pentru tinerii bărbați din triburile nord-americane Mandan pentru a-și dovedi calitățile de luptători. Ceremonia la care a asistat George Catlin, anul aproximativ 1835

- Rituri de  pubertate - „ritualuri colective a căror funcție este de a realiza efectiv tranziția de la copilărie sau adolescență la perioada adultă”. Acestea reprezintă „mai presus de orice, revelația sacrului”.
- Intrarea într-o societate secretă
- Vocație mistică - „vocația unui vraci sau a unui șaman”. Aceasta se limitează la cei câțiva care au „destinul de a participa într-o experiență religioasă mai intensă decât aceea la care are acces restul comunității”.

Acestea pot fi despărțite în două tipuri:
- rituri de  pubertate, „datorită cărora adolescenții câștigă acces la sacru, la cunoaștere și la sexualitate - pe scurt, prin care ei devin ființe umane”.
- inițieri specifice, prin care trec anumite persoane pentru a „transcende condiția lor umană și a deveni protejați ai Ființelor Supranaturale sau chiar ai egalilor lor”.

## Exemple

### Religioasă și spirituală

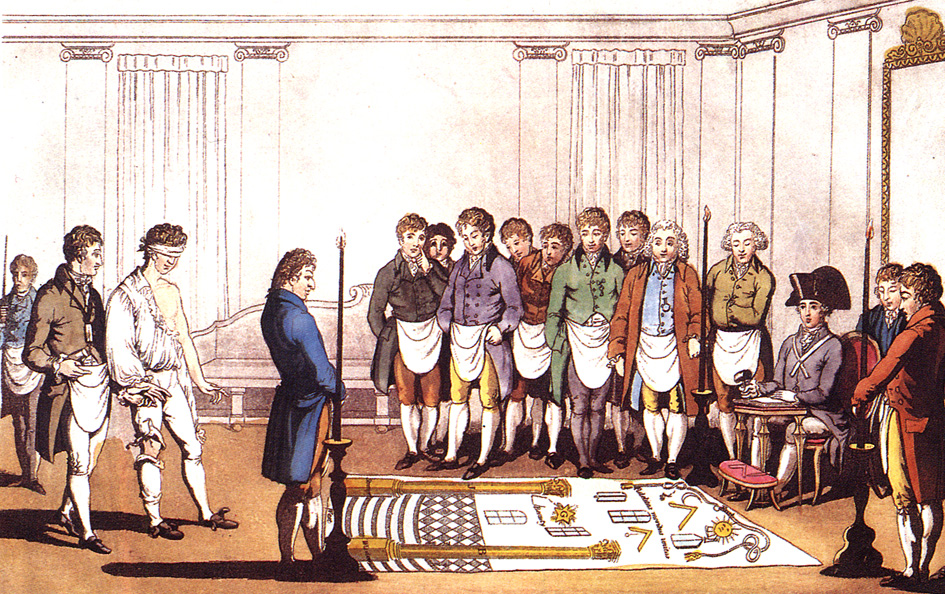
Inițierea francmasonică în secolul al XVIII-lea

În mod normal, un rit inițiatic spiritual necesită un proces pastoral în care cei care sunt la un nivel mai înalt călăuzesc inițiatul printr-un proces de lărgire a expunerii la cunoaștere. Aceasta poate include revelarea de secrete, de unde provine și termenul de societate secretă pentru astfel de organizații, rezervate de obicei pentru cei aflați la un nivel mai mare al înțelegerii. Un exemplu istoric renumit îl reprezintă Misterele din Eleusis ale Greciei antice, despre care se crede că datează cel puțin din perioada miceniană sau „epoca bronzului”.
În contextul ritualurilor sau ceremoniilor magice și ezoterismului, se consideră că o inițiere este cauza începerii desfășurării, în interiorul persoanei care este inițiată, a unui proces fundamental de schimbare, iar „evoluția mistică operează atât în lumea materială, cât și în lumea spirituală”. Persoana care efectuează inițierea (inițiatorul, „maestrul spiritual”), fiind în posesia unei anumite puteri sau stări a ființei, transferă această putere sau stare persoanei care este inițiată. Astfel, conceptul de inițiere este similar celui al succesiunii apostolice. Procesul de inițiere este adesea asemuit cu o moarte și renaștere simultane deoarece, pe lângă faptul că este un început, acesta implică și un sfârșit întrucât existența pe un nivel cade gradual în ascensiunea către următorul.
Inițierea este o componentă cheie în iudaism, vișnuism, Sant Mat, Surat Shabd Yoga, Wicca, și în tradiții gnostice similare religiilor. Aceasta denotă acceptarea de către Guru dar implică și agreerea cerințelor (precum un stil de viață etic, meditația etc.) de către Chela (student sau discipol).
Conform psihiatrului german Wolfgang Treher, „inițiat” [în ocultism] înseamnă în realitate bolnav psihic.

### În sindicate
În organizațiile unionale, de obicei „inițierea” nu este nimic altceva decât o rapidă familiarizare cu procedurile de bază și prevederile ediției corespunzătoare a unui acord de negociere colectivă care guvernează munca efectuată de către membrii uniunii. Unele uniuni solicită o taxă unică de inițiere, după care persoana care este înscrisă devine oficial membru cu bună reputație.

### La grupări criminale
Grupările infracționale care de cele mai multe ori devin  grupuri de crimă organizată, solicită, de obicei, noilor membri comiterea de infracțiuni grave înainte de a fi acceptați în interiorul grupului. De asemenea, noul membru poate fi lovit fizic de către ceilalți membri, pentru ca aceștia să își demonstreze curajul, eveniment cunoscut și ca „băgare la cap”, uneori fiind fatal.